# Vladimír Remek
Vladimír Remek (České Budějovice, 26 september 1948) is een voormalig Tsjechisch astronaut. Hij was de eerste Tsjecho-Slowaak die de ruimte inging en ook de eerste persoon die niet uit de Verenigde Staten of de Sovjet-Unie afkomstig was. Sinds 2004, toen Tsjechië zijn intrede maakte in de Europese Unie, is Remek de eerste Europese astronaut die deelnam aan een missie naar de ruimte.

## Biografie
Remek werd in 1948 geboren in České Budějovice, een stad in het zuiden van Tsjechië en de hoofdstad van Zuid-Bohemen. Zijn vader was Slowaaks en zijn moeder Tsjechisch. Zijn vader, Jozef Remek, was luitenant-generaal van het Tsjecho-Slowaakse leger. In 1970 begon Remek zelf als militair piloot. Zes jaar later maakte hij zijn opleiding voor de luchtmacht af. In datzelfde jaar sloot hij zich aan bij het Interkosmos-programma. Dit programma maakte het mogelijk dat personen die niet afkomstig waren uit de Sovjet-Unie, toch konden deelnemen aan hun ruimtemissies. Zijn reserve was Oldřich Pelčák. Op 2 maart 1978 vertrok Remek met de missie Sojoez 28 naar Saljoet 6, een Russisch ruimtestation dat een jaar eerder in een baan om de aarde was gebracht. Een week later kwam hij weer op aarde aan, samen met zijn Russische collega Aleksej Goebarev. Op 16 maart kregen ze de titel "Held van de Sovjet-Unie". In het najaar van dat jaar werd een pas ontdekte planetoïde die deel uitmaakt van een planetoïdengordel naar hem vernoemd: 2552 Remek.
Vladimír Remek werd in 1990 directeur van het Militaire Museum van Luchtvaart en Ruimtevaart in Praag. Vanaf 1995 werkte hij als financieel vertegenwoordiger van Česká Zbrojovka Strakonice, en vanaf 2002 werkte hij bij de Tsjechische ambassade in Rusland.
Tijdens de Europese Parlementsverkiezingen 2004 was Remek een onafhankelijk kandidaat voor de KSČM. Hij stond tweede op de verkiezingslijst en kwam daarmee terecht in het Europees Parlement. Vijf jaar later werd hij herkozen. Op 15 december 2013 verliet hij het parlement.
- Gemeinsame Normdatei: 1050552016
- International Standard Name Identifier: 0000 0000 6689 0561
- Library of Congress Control Number: n83067610
- Nationale Bibliotheek van Tsjechië: jk01102320
- Système universitaire de documentation: 159091284
- Virtual International Authority File: 75225684
- WorldCat: E39PBJgt7bwT66KFhYh7cB6R8C